# Дрифт-фонк
Дрифт-фонк — поджанр фонка, появившийся в конце 2010-х годов. Для данного жанра характерно использование высокого баса, ковбелла и искаженных звуков (или клиппинга), которые делают тексты голосовых семплов зачастую неразборчивыми. Темп таких треков в большинстве случаев достаточно высокий. В видео с треками дрифт-фонка часто используются клипы с автомобилями для дрифтинга и уличных гонок, что делает жанр популярным в автомобильной онлайн-культуре. Жанр быстро набрал популярность благодаря социальной сети TikTok в 2020 году. Большинство известных авторов[кто?] треков дрифт-фонка родом из России. Одним из первых треков в жанре называется «Scary Garry» 2016 года от Kaito Shoma.